# تیاگو مارتینلی
تیاگو مارتینلی (به پرتغالی: Thiago Martinelli da Silva) مدافع اهل برزیل است که در شهر Jundiaí و در تاریخ ۱۴ ژانویهٔ ۱۹۸۰ به دنیا آمده‌است.
تیاگو مارتینلی در تیم‌های فوتبال Paulista سابقهٔ حضور دارد.